# Pacific Gas and Electric Company General Office Building and Annex
El Pacific Gas and Electric Company General Office Building and Annex es un edificio de oficinas histórico ubicado en 245 Market Street en San Francisco (Estados Unidos). Se construyó entre 1923 y 1925 para servir como sede de Pacific Gas and Electric Company. Lo diseñó el arquitecto Arthur Brown Jr. de Bakewell & Brown en estilo Beaux-Arts. Tiene 17 pisos y presenta una sección inferior con arcadas en los dos primeros pisos, un eje vertical liso y varios retranqueos en los cuatro pisos superiores. Todo el exterior está revestido de terracota, que también se utiliza para decorar las secciones inferior y superior. El diseño del edificio complementa el vecino Matson Building.
Pacific Gas and Electric comenzó un importante período de expansión tras  construir su sede y absorbió varias otras compañías eléctricas en el norte y centro de California. Si bien el negocio decayó durante la Gran Depresión, la empresa se recuperó durante la Segunda Guerra Mundial y luego necesitó más espacio en su sede. En 1945 construyó un anexo, que está interconectado con el edificio original y que comparte el mismo estilo arquitectónico.
El edificio se agregó al Registro Nacional de Lugares Históricos el 29 de noviembre de 1995.

## Arquitectura
Como muchos rascacielos de los años 1910 y principios de los 1920, la fachada de este edificio se divide en tres secciones, separadas por divisiones horizontales relacionadas con las del Matson Building. La inferior está ornamentadas con una arcada clásica y alegorías de poder y luz de fecha moderna. La parte central se expresa con ventanas emparejadas que marcan cada tramo estructural. Y los pisos catorce y quince, que rematan la estructura, están articulados mediante columnas dóricas.

## Galería

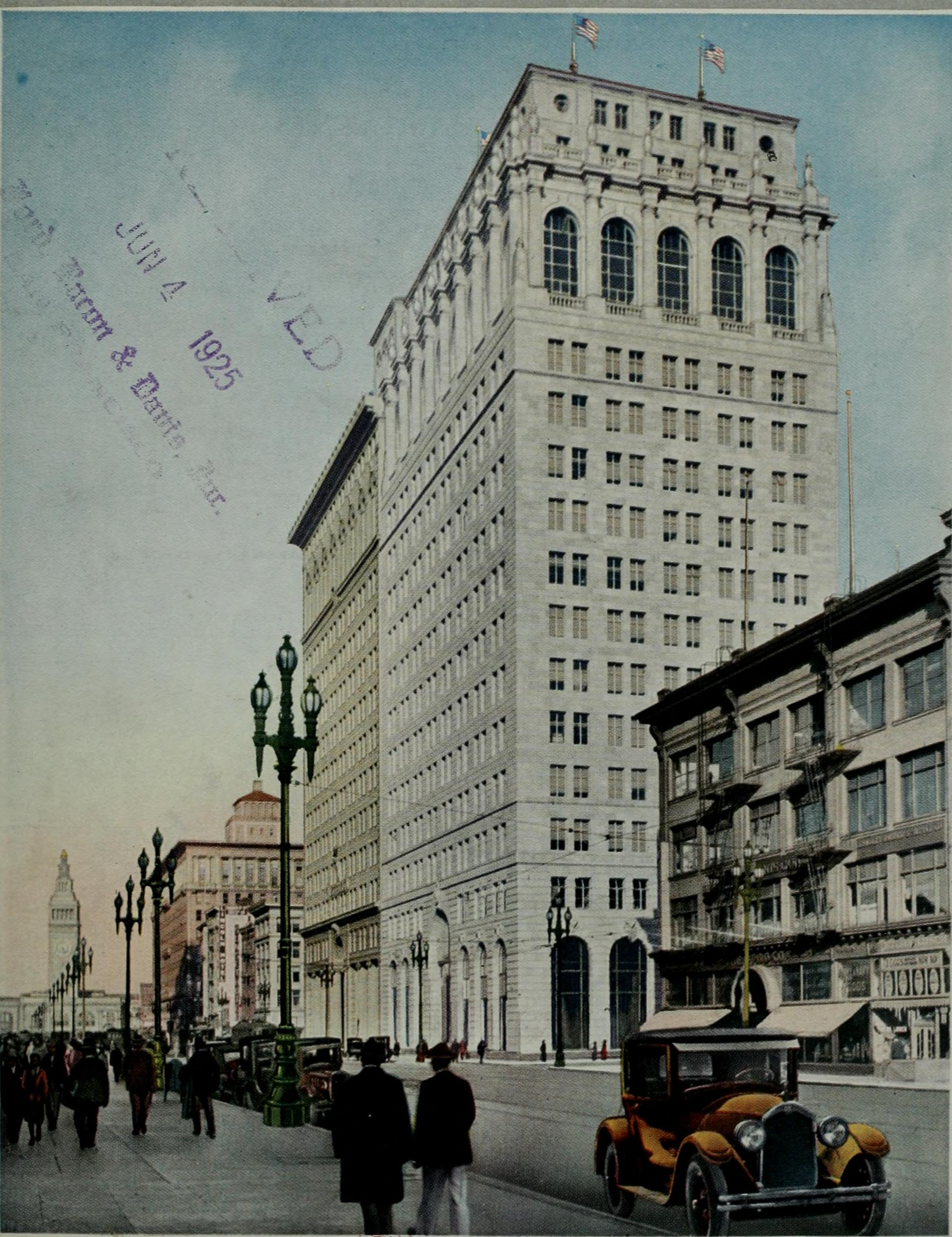
A mediados de los años 1920
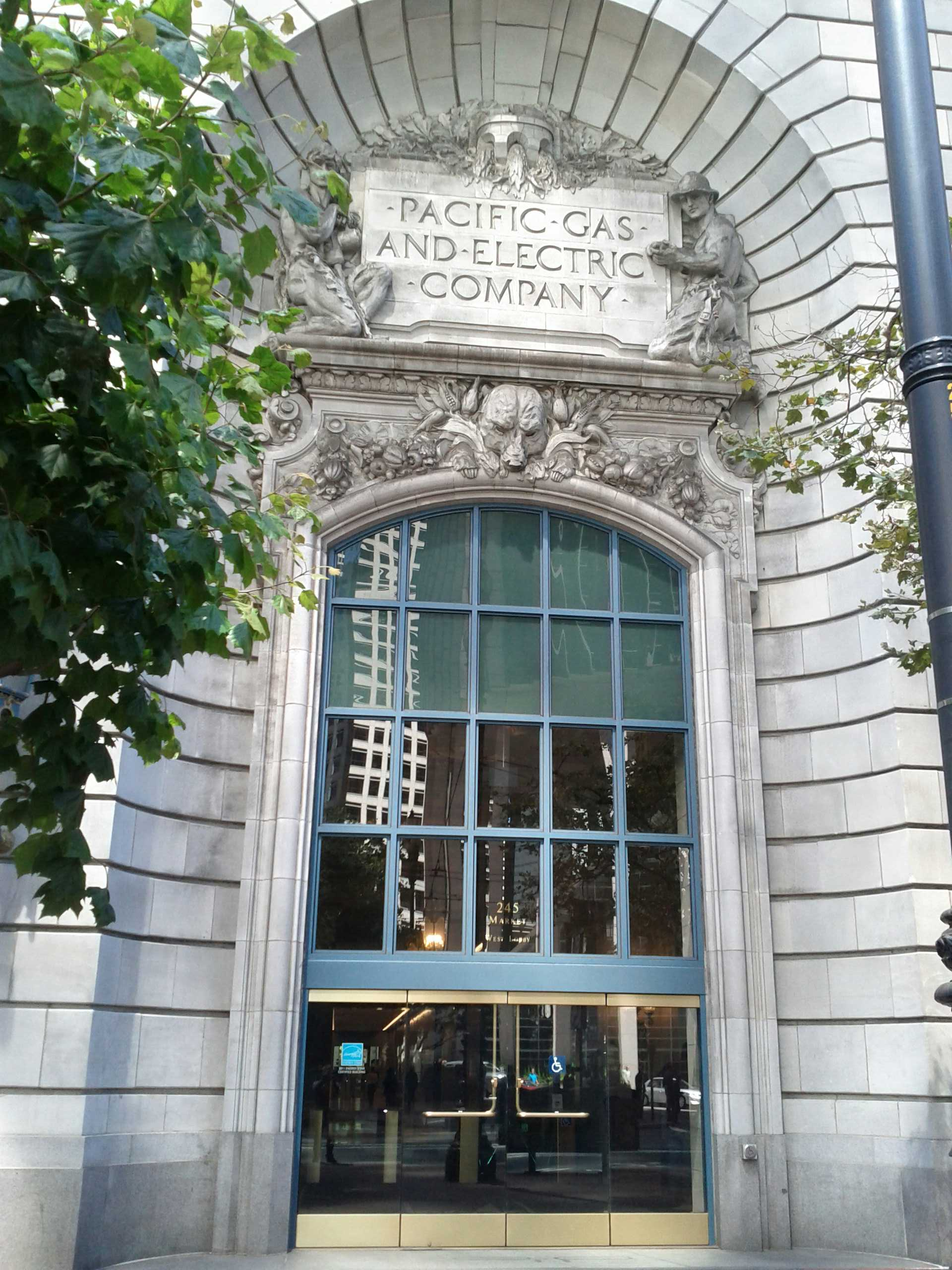
Entrada principal